# Gergy
Gergy est une commune française située dans le département de Saône-et-Loire en région Bourgogne-Franche-Comté, à environ 10 kilomètres au nord-est de Chalon-sur-Saône.

## Géographie

### Localisation
La commune est le chef-lieu du canton de Gergy. Elle est située à environ 10 kilomètres au nord-est de Chalon-sur-Saône. La commune est bordée à l'est par la Saône, et à l'ouest par la forêt de Gergy d'environ 1 300 hectares.

### Accès et transports
- Autoroutes : Gergy est à 15 kilomètres du diffuseur Chalon-Nord de l'A6, environ 20 kilomètres de celui de Beaune, et à environ 25 kilomètres du diffuseur de l'A36 près de Seurre.
- Route : Gergy est traversée par la RD 5 qui relie Verdun-sur-le-Doubs à Chalon-sur-Saône, et par la RD 94, qui va en direction de Beaune. Gergy est desservie par la ligne L et le transport à la demande Déclic 1 du réseau Transport en commun de Chalon-sur-Saône[2].
- Chemin de fer : L'ancienne ligne Verdun-sur-le-Doubs-Chalon-sur-Saône passe à Gergy ; elle était utilisée que pour le transport de céréales ; Elle sert uniquement de voie verte, non aménagée.
- EuroVelo 6 : une partie de cet itinéraire cyclable aménagé européen traverse la commune.
- Voie fluviale : la Saône permet encore aujourd'hui le transport de nombreux touristes, et de nombreuses marchandises, elle est une voie navigable à grand gabarit. Des barges de 3 000 tonnes peuvent la remonter jusqu'à Verdun-sur-le-Doubs.
- Oléoduc : un oléoduc de l'OTAN du Réseau Centre-Europe des pipelines traverse la commune du nord au sud.

### Géologie et orographie
Gergy est située dans la plaine alluviale de la Saône. La géologie des sols est issue de trois formations sédimentaires : Le quaternaire ancien, le quaternaire récent (bord de Saône) et le pliocène (au nord). L'altitude varie de 172 à 208 mètres.
Le relief de la commune se décompose en trois parties d'est en ouest :
- à l'extrême est de la commune, on trouve les lits mineur et majeur de la Saône. Le paysage est composé de nombreux prés ;
- juste plus à l'ouest, le talus (ou coteau), autrefois on y cultivait la vigne, aujourd'hui, on y trouve des prés et des constructions. Ce talus fait que Gergy est très peu inondable ;
- plus à l'ouest encore c'est un relief de plaine qui prévaut. Il est composé des habitations, de très nombreuses parcelles agricoles, et enfin de la forêt de Gergy qui représente environ 33 % de la surface communale[1].

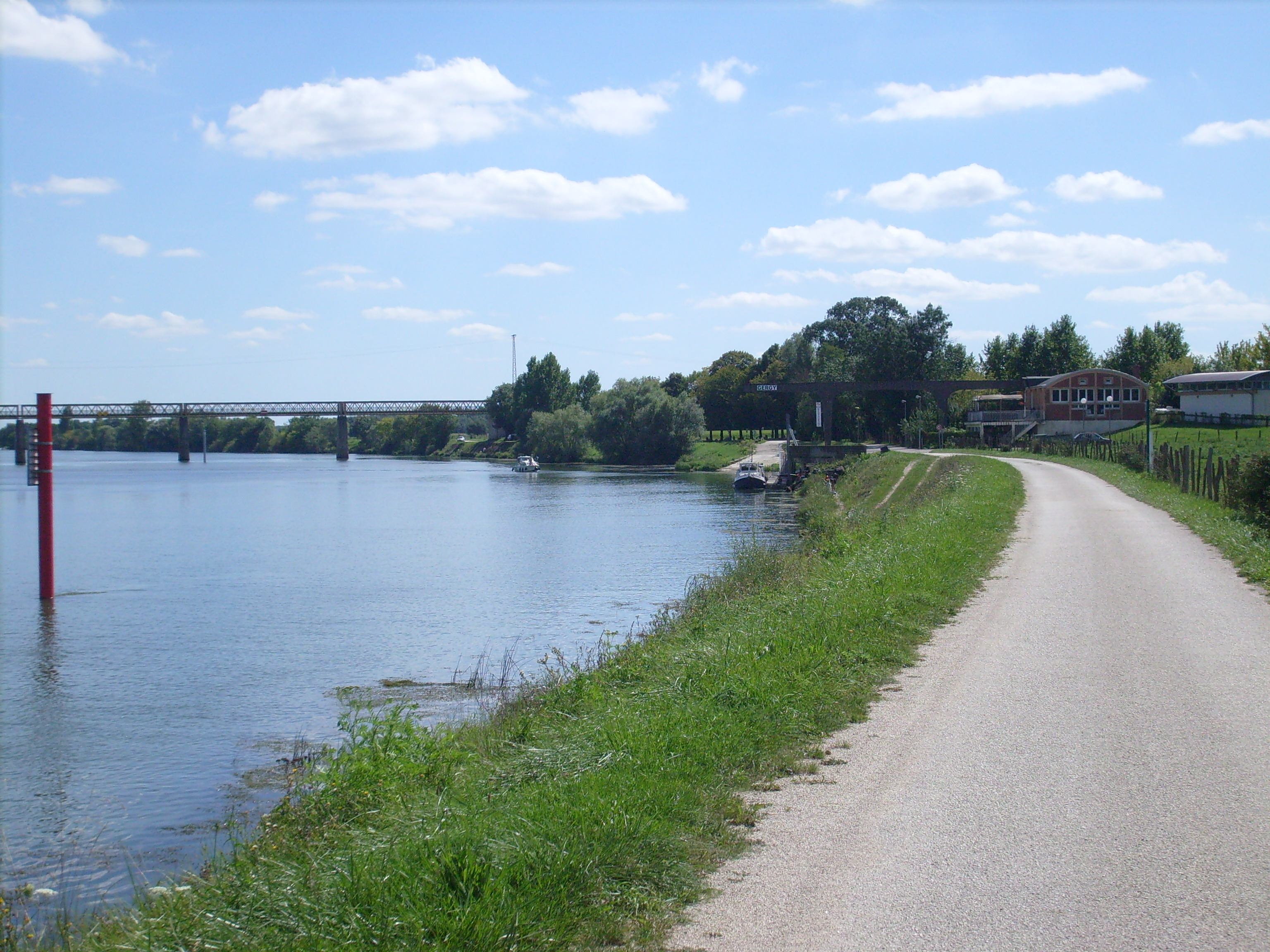
La Saône, le pont Boucicaut et le Fil de l'Eau, vue depuis la Voie Bleue.

### Hydrographie
La Saône traverse la commune. La Vandaine et la Varande la rejoignent au nord de la commune.
Gergy possède de multiples points d'eau tels que :
- les étangs du Mitant, de Rully, du Mur, de Colonges, du Bois, de Villeneuve ;
- les mares Cany et du Roye.

### Villages, hameaux, lieux-dits, écarts
Gergy possède trois gros hameaux : Villeneuve à l'ouest, Bougerot au sud et Raconnay au nord.
(liste non exhaustive de ces hameaux et lieux-dits)
- Osnay
- le Pautet
- Montchanu
- Raconnay
- le Pré Vernois
- le Creux d'Enfer
- la Mare Saugeot
- le Bourg
- les Grandes Teppes
- les Petites Teppes
- Lessu
- le Grand Villeneuve
- Mervin
- la Maison du Gardien
- les Varennes
- Bougerot
- la Prairie.

### Climat
Pour des articles plus généraux, voir Climat de la Bourgogne-Franche-Comté et Climat de Saône-et-Loire.
En 2010, le climat de la commune est de type climat océanique dégradé des plaines du Centre et du Nord, selon une étude du Centre national de la recherche scientifique s'appuyant sur une série de données couvrant la période 1971-2000. En 2020, Météo-France publie une typologie des climats de la France métropolitaine dans laquelle la commune est dans une zone de transition entre le climat océanique altéré et le climat océanique altéré et est dans la région climatique Bourgogne, vallée de la Saône, caractérisée par un bon ensoleillement (1 900 h/an), un été chaud (18,5 °C), un air sec au printemps et en été et des vents faibles.
Pour la période 1971-2000, la température annuelle moyenne est de 11,1 °C, avec une amplitude thermique annuelle de 17,6 °C. Le cumul annuel moyen de précipitations est de 839 mm, avec 11,1 jours de précipitations en janvier et 7,3 jours en juillet. Pour la période 1991-2020, la température moyenne annuelle observée sur la station météorologique de Météo-France la plus proche, « Bragny sur Saône », sur la commune de Bragny-sur-Saône à 7 km à vol d'oiseau, est de 12,3 °C et le cumul annuel moyen de précipitations est de 845,9 mm. 
La température maximale relevée sur cette station est de 40,3 °C, atteinte le 24 juillet 2019 ; la température minimale est de −12,9 °C, atteinte le 5 février 2012,,.
Les paramètres climatiques de la commune ont été estimés pour le milieu du siècle (2041-2070) selon différents scénarios d'émission de gaz à effet de serre à partir des nouvelles projections climatiques de référence DRIAS-2020. Ils sont consultables sur un site dédié publié par Météo-France en novembre 2022.

## Urbanisme

### Typologie
Au 1er janvier 2024, Gergy est catégorisée bourg rural, selon la nouvelle grille communale de densité à sept niveaux définie par l'Insee en 2022.
Elle appartient à l'unité urbaine de Gergy, une agglomération intra-départementale regroupant deux  communes, dont elle est ville-centre,,. Par ailleurs la commune fait partie de l'aire d'attraction de Chalon-sur-Saône, dont elle est une commune de la couronne,. Cette aire, qui regroupe 109 communes, est catégorisée dans les aires de 50 000 à moins de 200 000 habitants,.

### Occupation des sols
L'occupation des sols de la commune, telle qu'elle ressort de la base de données européenne d’occupation biophysique des sols Corine Land Cover (CLC), est marquée par l'importance des territoires agricoles (48,5 % en 2018), une proportion sensiblement équivalente à celle de 1990 (48,4 %). La répartition détaillée en 2018 est la suivante : forêts (43,9 %), terres arables (33,8 %), zones agricoles hétérogènes (12 %), zones urbanisées (4,6 %), eaux continentales (3 %), prairies (2,7 %). L'évolution de l’occupation des sols de la commune et de ses infrastructures peut être observée sur les différentes représentations cartographiques du territoire : la carte de Cassini (XVIIIe siècle), la carte d'état-major (1820-1866) et les cartes ou photos aériennes de l'IGN pour la période actuelle (1950 à aujourd'hui).

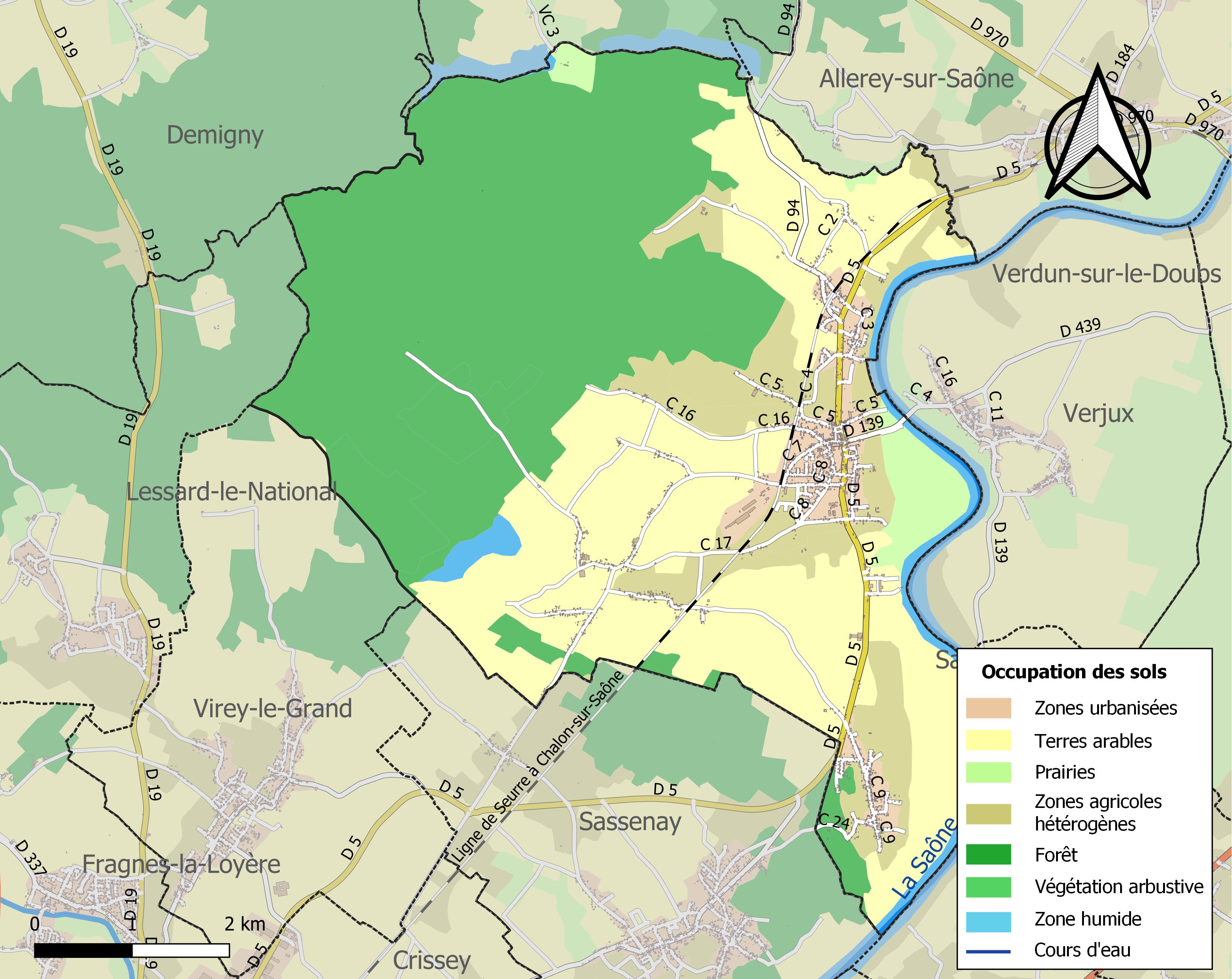
Carte des infrastructures et de l'occupation des sols de la commune en 2018 (CLC).

## Toponymie
Gergiaco est la forme celte de Gergy. Gergiacum en est la traduction à la période gallo-romaine. Les toponymes Gergei, Gerge ou Gergey apparaissent ensuite.

## Histoire

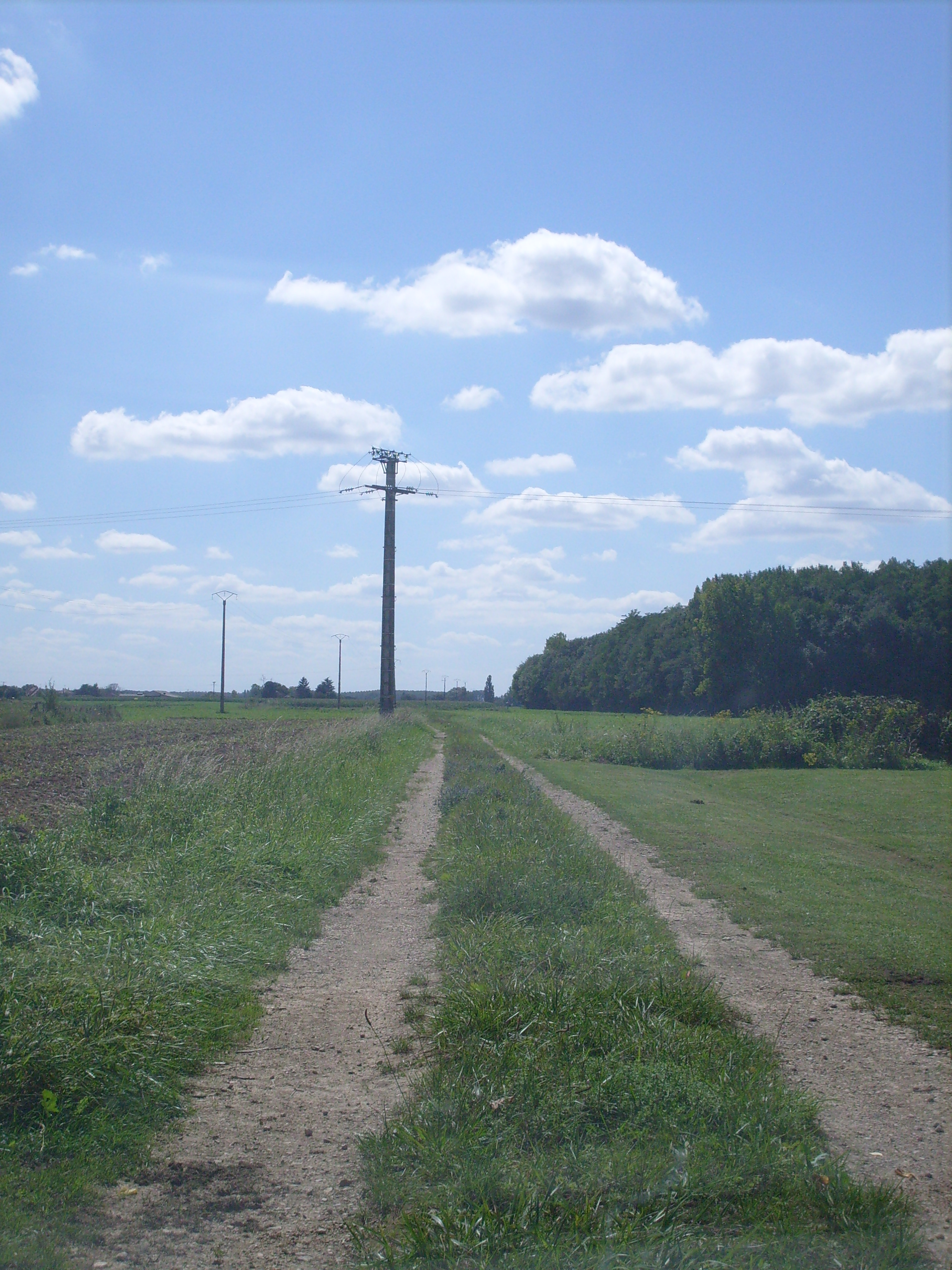
La voie romaine à Raconnay.

### Préhistoire et antiquité
Il a été retrouvé de nombreux vestiges anciens, de l'époque néolithique. De nombreux vestiges de l'époque gallo-romaine sont également très présents, notamment près de la voie romaine (via Agrippa).

### Moyen Âge et Renaissance
Au XIIIe siècle, ce village avec la seigneurie appartenait à la famille des Rion Montaigu. En 1438, Nicolas Rolin y fut seigneur. En 1428, Jean Lebault, crée le fief (futur chateau de Gergy) de Meix-Bertaud. En 1462, ce même Jean Lebault fait hommage de son fief au duc de Bourgogne Philippe le Bon.

### Période moderne
En 1640, Louis Quarré, lieutenant général à la chancellerie de Chalon, se rend propriétaire du domaine du Meix-Bertaud et en 1668 fait édifier le château, dont l'aspect extérieur ne subira pas de modification importante. Les seigneurs de Gergy furent titulaires du château jusqu'à la Révolution française.

### Période contemporaine
Gergy est un lieu important de la gravure industrielle depuis la fin du XIXe siècle. Gergy est libérée lors de la Seconde Guerre mondiale le 6 septembre 1944. Le 1er janvier 2001, Gergy rejoint la communauté d’agglomération Chalon Val de Bourgogne (Le Grand Chalon).

## Politique et administration

### Tendances politiques et résultats
Gergy est depuis l'après-guerre une commune traditionnellement ancrée à gauche, et encore aujourd'hui, notamment par son maire.
On peut noter cependant depuis la présidentielle de 2002 un retour à l'équilibre des forces politiques gauche-droite. À la dernière présidentielle au second tour, Nicolas Sarkozy l'emporte même de 3 voix (748) contre Ségolène Royal (745). Aux européennes de 2009 cette tendance à gauche s'est plus fait ressentir avec seulement 39 % des voix pour les partis de droite. Cette tendance se confirme en 2012 où à Gergy, François Hollande obtient 51,34 % des voix.

### Administration municipale
Le conseil municipal est composé de 19 membres conformément à l’article L2121-2 du Code général des collectivités territoriales. À l'issue des élections municipales de 2008, Daniel Galland a été réélu maire de Gergy. Il se retire de la vie municipale en 2014. La liste sortante l'emporte lors des élections qui se déroulant cette même année et Philippe Fournier est élu maire par le nouveau conseil municipal.
En 2010, la commune de Gergy a été récompensée par le label « Ville Internet @@ ».

### Liste des maires
Depuis 1945, cinq maires se sont succédé à Gergy :
| Période       | Période       | Identité          | Étiquette    | Qualité                                                                        |
| ------------- | ------------- | ----------------- | ------------ | ------------------------------------------------------------------------------ |
| 1945          | mai 1953      | Antoine Moingeon  |              |                                                                                |
| mai 1953      | mars 1983     | Paul Château      | SFIO puis PS | Régisseur agricole et forestier Conseiller régional de Bourgogne (1979 → 1982) |
| mars 1983     | novembre 1998 | André Questat     | PS           | Directeur d’école retraité                                                     |
| novembre 1998 | mars 2014     | Daniel Galland    | PS           |                                                                                |
| mars 2014     | En cours      | Philippe Fournier | DVG          | Agriculteur                                                                    |

### Canton et intercommunalité
Gergy fait partie du Grand Chalon regroupant 51 communes, soit plus 114 258 habitants. Cette commune appartenait au canton de Verdun-sur-le-Doubs, qui comptait environ 10 600 habitants. Gergy était la plus grande commune du canton en nombre d'habitants et en taille en représentant près de 13 % de son territoire pour près d'un quart de sa population.
À partir de 2015, la carte des cantons est modifiée. Le nouveau canton de Gergy est ainsi créé.

### Instances judiciaires et administratives
Dans le domaine judiciaire, la commune dépend aussi de la commune de Chalon-sur-Saône qui possède un tribunal d'instance et de grande instance, d'un tribunal de commerce et d'un conseil des prud'hommes. Pour le deuxième degré de juridiction, elle dépend de la cour d'appel et de la cour administrative d'appel de Dijon.

### Jumelages
Au 1er janvier 2011, Gergy n'est jumelée avec aucune commune.

## Population et société

### Démographie

#### Évolution démographique
L'évolution du nombre d'habitants est connue à travers les recensements de la population effectués dans la commune depuis 1793. Pour les communes de moins de 10 000 habitants, une enquête de recensement portant sur toute la population est réalisée tous les cinq ans, les populations de référence des années intermédiaires étant quant à elles estimées par interpolation ou extrapolation. Pour la commune, le premier recensement exhaustif entrant dans le cadre du nouveau dispositif a été réalisé en 2004.

En 2022, la commune comptait 2 569 habitants, en évolution de +1,54 % par rapport à 2016 (Saône-et-Loire : −1,06 %, France hors Mayotte : +2,11 %).
| 1793  | 1800  | 1806  | 1821  | 1831  | 1836  | 1841  | 1846  | 1851  |
| ----- | ----- | ----- | ----- | ----- | ----- | ----- | ----- | ----- |
| 1 570 | 1 764 | 1 673 | 1 693 | 1 667 | 1 811 | 1 799 | 1 807 | 1 826 |

| 1856  | 1861  | 1866  | 1872  | 1876  | 1881  | 1886  | 1891  | 1896  |
| ----- | ----- | ----- | ----- | ----- | ----- | ----- | ----- | ----- |
| 1 855 | 1 819 | 1 827 | 1 776 | 1 708 | 1 707 | 1 784 | 1 656 | 1 568 |

| 1901  | 1906  | 1911  | 1921  | 1926  | 1931  | 1936  | 1946  | 1954  |
| ----- | ----- | ----- | ----- | ----- | ----- | ----- | ----- | ----- |
| 1 521 | 1 506 | 1 537 | 1 449 | 1 467 | 1 406 | 1 367 | 1 340 | 1 337 |

| 1962  | 1968  | 1975  | 1982  | 1990  | 1999  | 2004  | 2006  | 2009  |
| ----- | ----- | ----- | ----- | ----- | ----- | ----- | ----- | ----- |
| 1 426 | 1 454 | 1 618 | 1 925 | 2 017 | 2 248 | 2 424 | 2 442 | 2 550 |

| 2014  | 2019  | 2022  | - | - | - | - | - | - |
| ----- | ----- | ----- | - | - | - | - | - | - |
| 2 547 | 2 581 | 2 569 | - | - | - | - | - | - |

#### Pyramide des âges
En 2018, le taux de personnes d'un âge inférieur à 30 ans s'élève à 31,7 %, soit au-dessus de la moyenne départementale (30,4 %). À l'inverse, le taux de personnes d'âge supérieur à 60 ans est de 27,6 % la même année, alors qu'il est de 32,7 % au niveau départemental.
En 2018, la commune comptait 1 295 hommes pour 1 268 femmes, soit un taux de 50,53 % d'hommes, légèrement supérieur au taux départemental (48,54 %).
Les pyramides des âges de la commune et du département s'établissent comme suit.

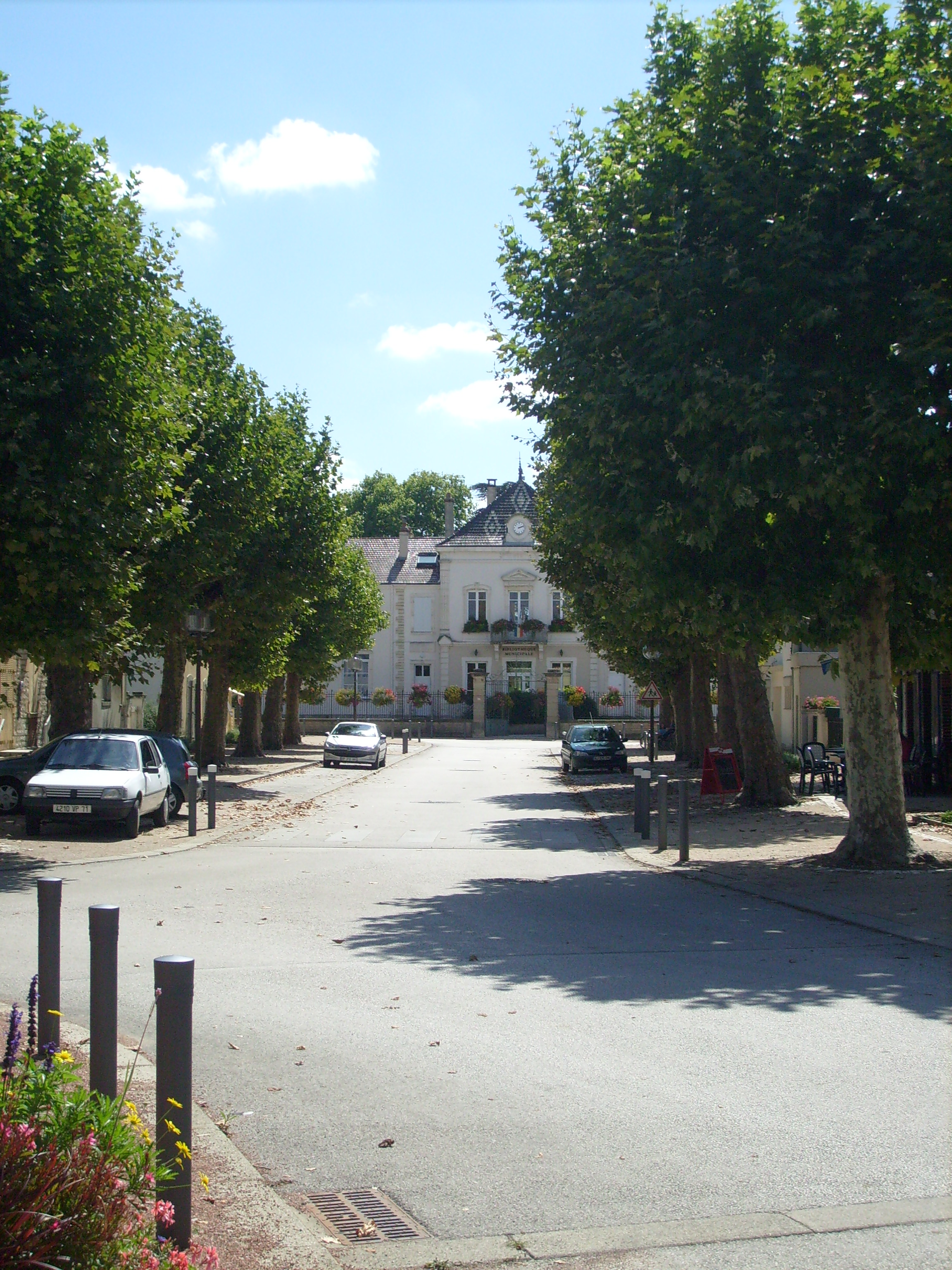
Place Paul-Chateau, en arrière-plan la bibliothèque municipale et l'école primaire.

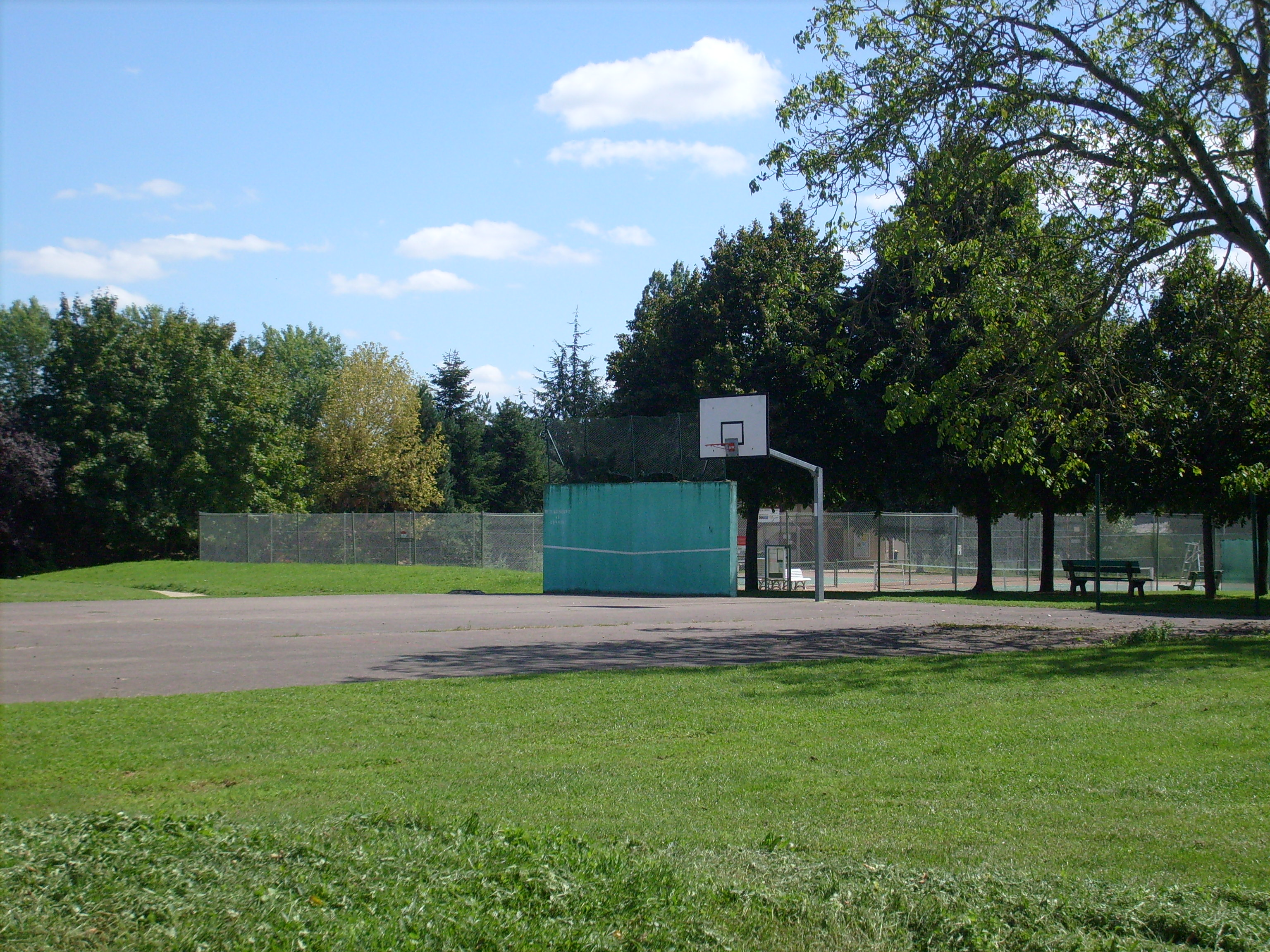
Le complexe sportif, derrière les courts du TCG, le terrain Norbert-Chagnard du FLL Gergy-Verjux.

| Hommes | Classe d’âge | Femmes |
| ------ | ------------ | ------ |
| 0,5    | 90 ou +      | 1,0    |
| 7,4    | 75-89 ans    | 8,9    |
| 18,1   | 60-74 ans    | 19,2   |
| 23,1   | 45-59 ans    | 22,7   |
| 16,3   | 30-44 ans    | 19,3   |
| 16,0   | 15-29 ans    | 12,8   |
| 18,5   | 0-14 ans     | 16,1   |

| Hommes | Classe d’âge | Femmes |
| ------ | ------------ | ------ |
| 1      | 90 ou +      | 2,7    |
| 9,3    | 75-89 ans    | 12,5   |
| 20,7   | 60-74 ans    | 21,2   |
| 20,6   | 45-59 ans    | 20     |
| 16,5   | 30-44 ans    | 15,8   |
| 15,1   | 15-29 ans    | 12,8   |
| 16,7   | 0-14 ans     | 15     |

### Enseignement
Ce village possède une école maternelle, une école primaire et une cantine scolaire. Le collège  est à Verdun-sur-le-Doubs et les lycées les plus proches sont à Chalon-sur-Saône.
La commune dispose également de bonnes structures d'accueil des enfants avec garderie, relais assistante maternelle...

### Santé
Les services médicaux sont nombreux à Gergy : trois médecins généralistes, trois masseurs kinésithérapeutes (dont un ostéopathe), un dentiste, un orthophoniste, deux infirmières, une pharmacie et un magnétiseur. Le centre hospitalier le plus proche se situe à Chalon-sur-Saône.

### Sports
Il y a un club de football nommé le FLL Gergy-Verjux avec deux stades. Alors que les entraînements sont effectués aux terrains du bord de Saône, les matchs, eux, se déroulent au complexe sportif sur le terrain Norbert-Chagnard. Ce nouveau nom est inauguré le 20 juin 2015.
Ce complexe sportif accueille également les deux courts du Tennis Club de Gergy, ainsi qu'un terrain de basketball  outdoor.
Le dojo André-Questat, place Georges-Virard, accueille l'Espérance.

### Cultes
Le culte catholique est pratiqué dans la commune à l'église Saint-Germain, les offices ont lieu en alternance avec d'autres paroisses.

### Associations
Il y a 23 associations à Gergy : le club de football de Gergy (FLL Gergy-Verjux), qui a fêté le 12 juin 2011 son cinquantenaire ; le club de judo, taïso, yoga nommé l'Espérance ; La Fanfare de Gergy est la plus vieille association de la commune, elle fut créée en 1869 ; Le Comité des fêtes ; Les Conscrits ; Le Foyer Rural ; le Tennis Club de Gergy ; La pétanque ; Vaincre la Mucoviscidose ; Country Connection...

### Écologie et recyclage
Le Grand Chalon gère la collecte de la commune. Il y a une collecte hebdomadaire des ordures ménagères.

## Économie

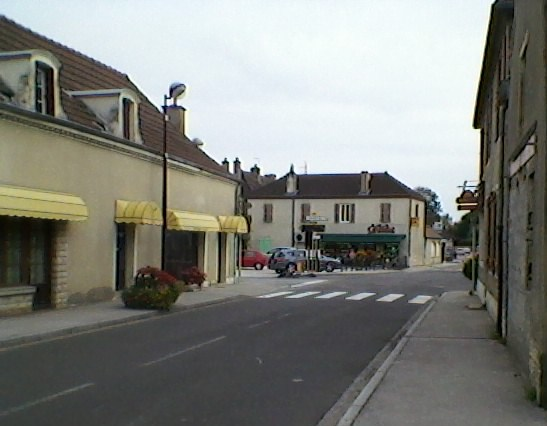
Rue principale avec quelques commerces.

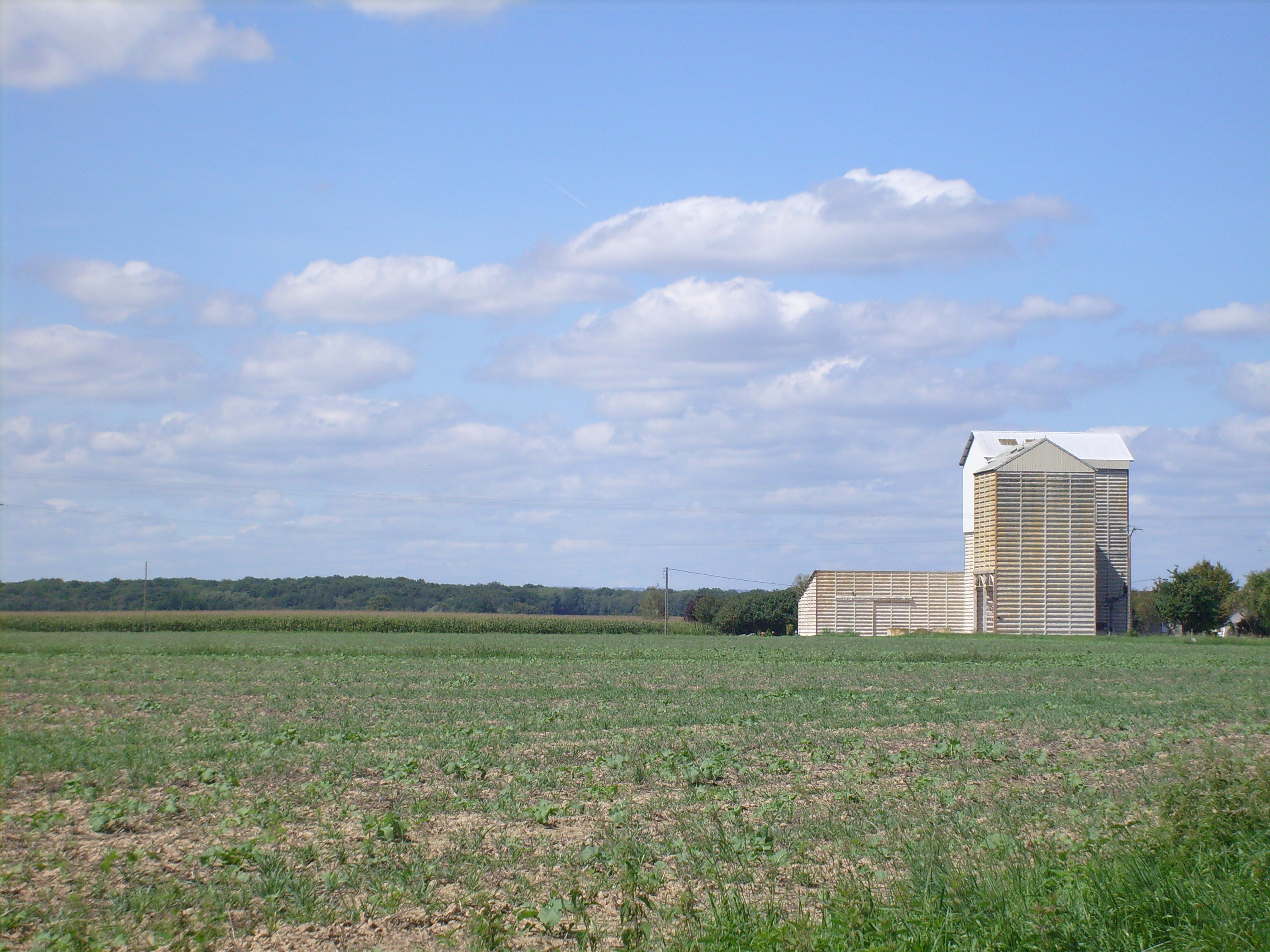
Osnay, avec le silo de réception et la forêt de Gergy en fond.

### Revenus de la population et fiscalité
En 2020, le revenu fiscal médian par ménage était de 23 840 €.

### Commerces et entreprises
Gergy possède une zone d'activité où sont implantés notamment Aérométal, et National Incendie Extincteur et depuis septembre 2023 l'enseigne Super U. La commune accueille aussi sur son territoire trois entreprises de gravures : UNY, BVG, RMGI, et d'autres entreprises comme Opium, Pixel Création...
La commune compte aussi de nombreux artisans et commerçants : six maçons, quatre menuisiers, trois électriciens, deux plombiers, deux salons de coiffure, un garagiste, un café-restaurant, un bureau de poste, une boucherie, une boulangerie, une épicerie, un bureau de tabac-presse, un fleuriste, un snack, un opticien...
Depuis les années 2000, de nombreux commerces ont quitté la commune, faute d'activité ou de repreneur. On peut notamment citer l'hôtel-restaurant Le Cheval Blanc en 2006, rouvert en 2009 sous le nom "Senteurs et Saveurs"  puis de nouveau fermé en 2015, la station essence en 2013, les  deux agences bancaires et leur distributeur automatique,, une café Le Café de la Poste en 2017, une boucherie, une épicerie, un magasin de prêt-à-porter en 2012, un magasin d'électroménager en 2014, un assureur Groupama en 2016 et un magasin de pêche Gergy Loisirs.
Un silo de réception de la Coopérative Bourgogne du Sud se situe à Osnay au nord du hameau Raconnay. L'agriculture occupe à Gergy encore aujourd'hui 30 exploitants.

### Tourisme
La commune possède deux campings (le camping municipal au bord de Saône et La Mare de Roy (1 étoile) à Bougerot), une chambre d'hôte (le Domaine de l'oiseau), un gîte (Ferme des 40 Arpents), un restaurant estival la guinguette l'Eau à la Bouche sur les rives de Saône, des circuits pédestres, de la randonnée en Jeep et La Voie Bleue partie de l'itinéraire de l'EuroVelo 6.

### Services des essences des armées
Gergy accueille depuis 1917 un dépôt du Service des essences des armées (S.E.A.) En 1925, une station de pompage d'hydrocarbures est construite à l'emplacement du camping actuel, au bord de la Saône, et permet l'approvisionnement du dépôt par des pétroliers via un pipeline traversant la commune. Pendant l'Occupation, les installations sont partiellement détruites, rendant impossible l'activité sur place. En 1965, le dépôt est raccordé au réseau Centre Europe des pipelines de l'OTAN. Dans les années 1990, le dépôt de Gergy reste très actif. Les exercices d'incendie, le ravitaillement des hélicoptères de passage et de la base aérienne 102 de Longvic font partie de ses attributions.
L'activité décroît à partir des années 2000. En 2011, l'établissement emploie une douzaine de personnes en majorité civiles. Il a fermé ses portes en 2012.
Le ministère de la Défense souhaite toutefois conserver le site afin d'y installer un centre d'entraînement nécessaire aux activités opérationnelles du service des essences des armées, le Centre d'instruction et d'entraînement pétrolier est créé en 2014.

## Culture locale et patrimoine

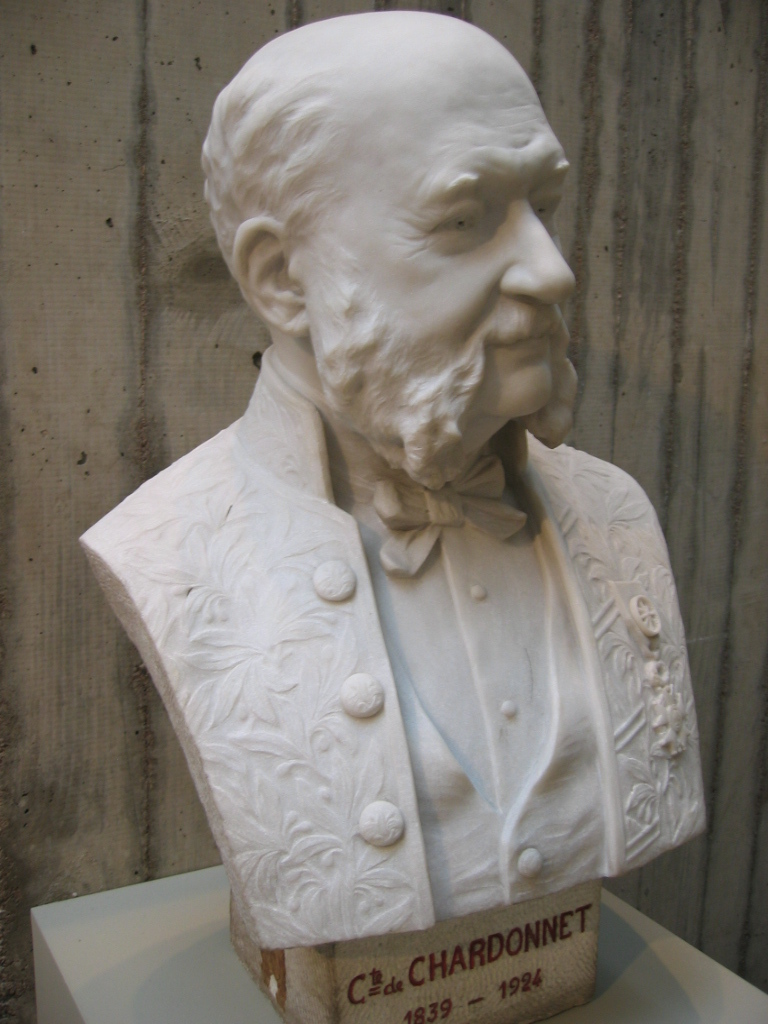
Statut d'Hilaire de Chardonnet.

### Lieux et monuments
- Le château de Gergy.
- La maison forte et seigneurie, à Nicolas Rolin.

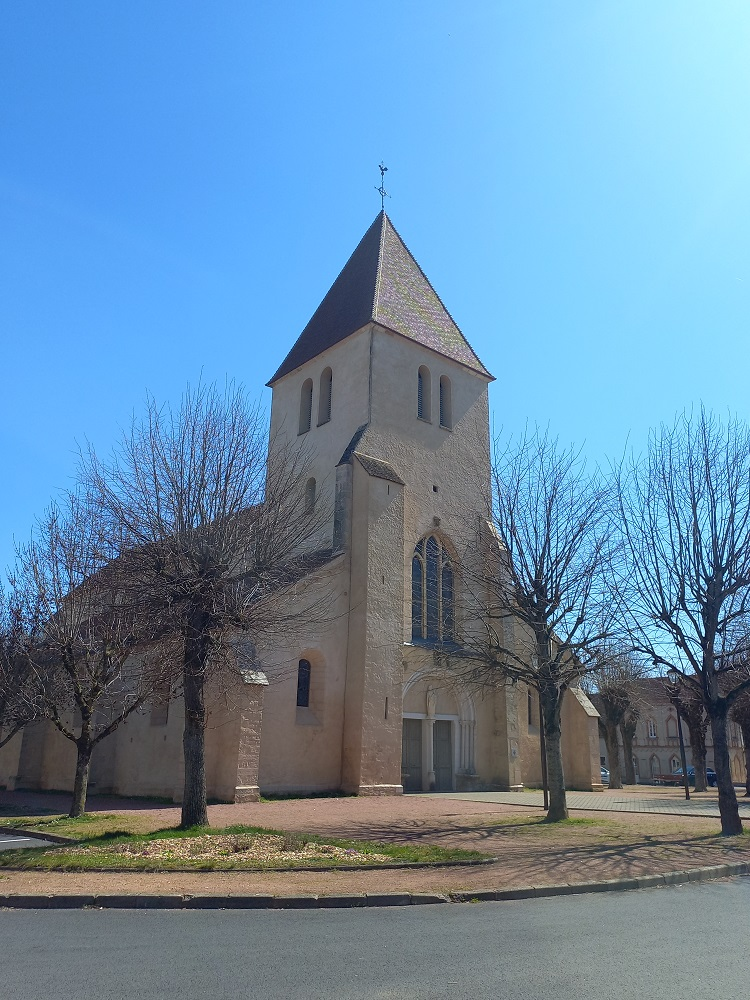
Église Saint-Germain.

- Église Saint-Germain.L'église Saint-Germain[60]. De la première moitié du XIIIe siècle, elle est de style gothique primitif (comme, dans les environs, celles de Saint-Marcel, de Fontaines, de Chagny, de Saint-Loup de La Salle ou de Chaudenay)[61].

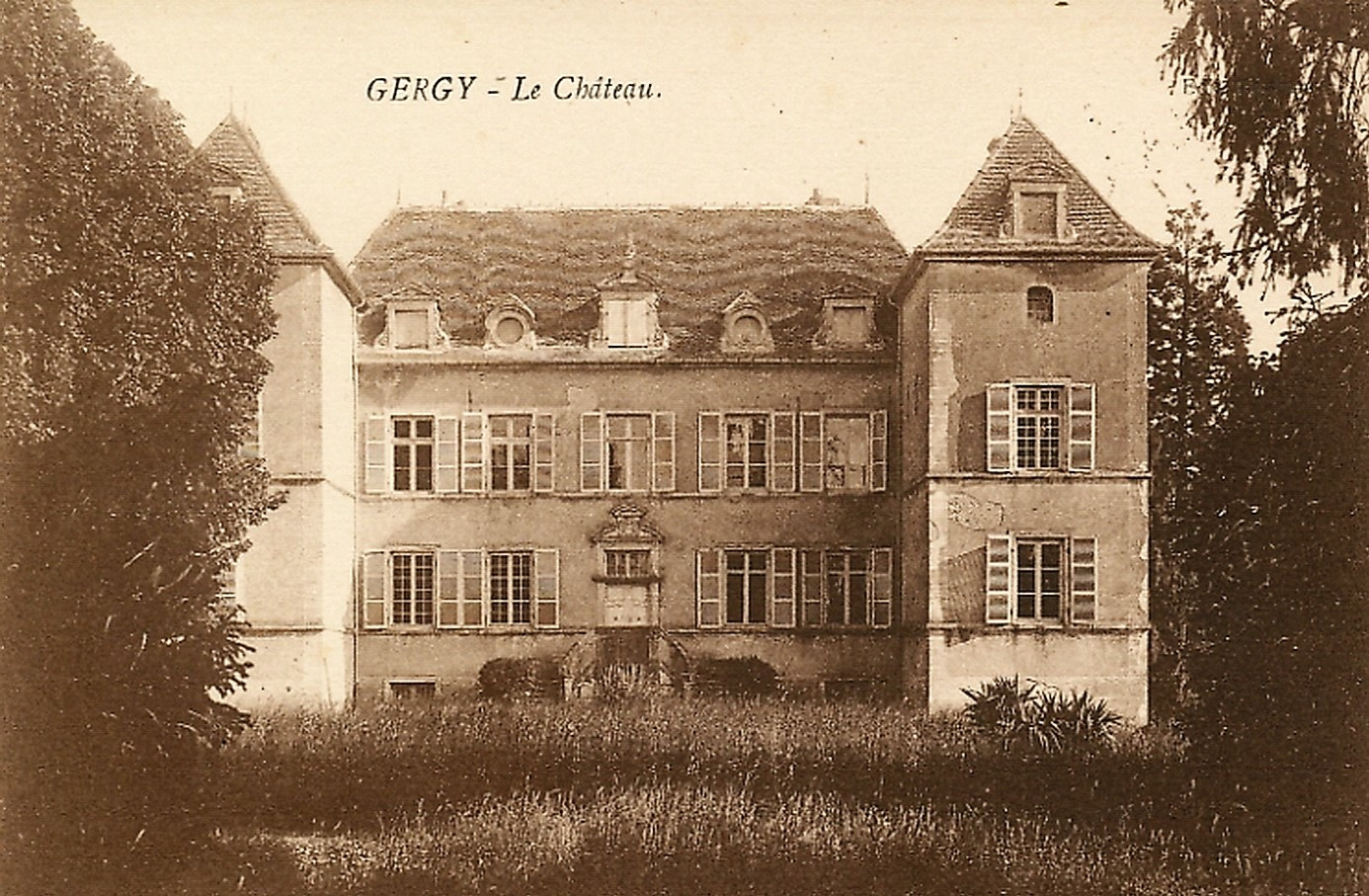
Château de Gergy dit du Meix-Berthaud.

- Ville fleurie : une fleur[5].

### Patrimoine culturel
Cette commune possède une bibliothèque et un espace multimédia.

### Personnalités liées à la commune
- Étienne Raffort (1802-1880), artiste peintre, maire de Gergy où il est décédé[4].
- Hilaire de Chardonnet (1839-1924), savant qui, le premier, obtint un fil de soie artificielle (il effectua sa découverte dans sa maison de campagne de Gergy)[4].
- Jean Félix Loranchet (1845-1908), homme politique né à Gergy, maire de Gergy, député de Saône-et-Loire de 1883 à 1889.

## Pour approfondir